# Amoureux solitaires
Singles de Lio
Le Banana split
(1979) Sage comme une image
(1980)
Amoureux solitaires est une chanson du répertoire de Lio, sortie en 1980. 
Ce titre reprend les accords de Lonely Lovers du groupe de punk français Stinky Toys, chanson composée par Jacno avec des paroles d'Elli Medeiros. Les paroles françaises sont de Jacques Duvall.
Le single a été numéro un des ventes en France pendant six semaines en 1980. Il a également atteint la première place en Italie où il a été le quatrième single le plus vendu de l'année 1981, et est resté plusieurs semaines dans les charts en Autriche, en Allemagne, aux Pays-Bas et en Belgique.
La chanson a été reprise par Hugh Coltman sur l'album Couleurs sur Paris de Nouvelle Vague, par Mathieu Rosaz sur l'album Ex-Fan des 80's et par Étienne Daho en duo avec Calypso Valois, la fille de Jacno et d'Elli Medeiros, sur l'album Jacno Future.

## Classements
| Classement (1981)                      | Meilleure place |
| -------------------------------------- | --------------- |
| Allemagne de l'Ouest (Media Control)   | 11              |
| Autriche (Ö3 Austria Top 40)           | 6               |
| Belgique (Flandre Ultratop 50 Singles) | 14              |
| France (IFOP)                          | 1               |
| Italie (Musica e dischi)               | 1               |
| Pays-Bas (Single Top 100)              | 4               |
| Pays-Bas (Nederlandse Top 40)          | 3               |
| Québec (ADISQ)                         | 6               |

| Classement (1981)                    | Meilleure place |
| ------------------------------------ | --------------- |
| Allemagne de l'Ouest (Media Control) | 46              |
| France (IFOP)                        | 4               |
| Pays-Bas (Single Top 100)            | 51              |
| Pays-Bas (Dutch Top 40)              | 21              |
| Italie (Musica e dischi)             | 4               |

## Au cinéma
Sauf indication contraire ou complémentaire, les informations mentionnées dans cette section proviennent du générique de fin de l'œuvre audiovisuelle présentée ici.
- 2007 : Les Chansons d’amour - chanson fredonnée par Clotilde Hesme
- 2009 : Tricheuse - chanson d'ouverture du film
- 2016 : Sex Doll - chanson fredonnée par Hafsia Herzi.